# Myrmarachne erythrocephala
Myrmarachne erythrocephala là một loài nhện trong họ Salticidae.
Loài này thuộc chi Myrmarachne. Myrmarachne erythrocephala được Ludwig Carl Christian Koch miêu tả năm 1879.